# Biosfera 2

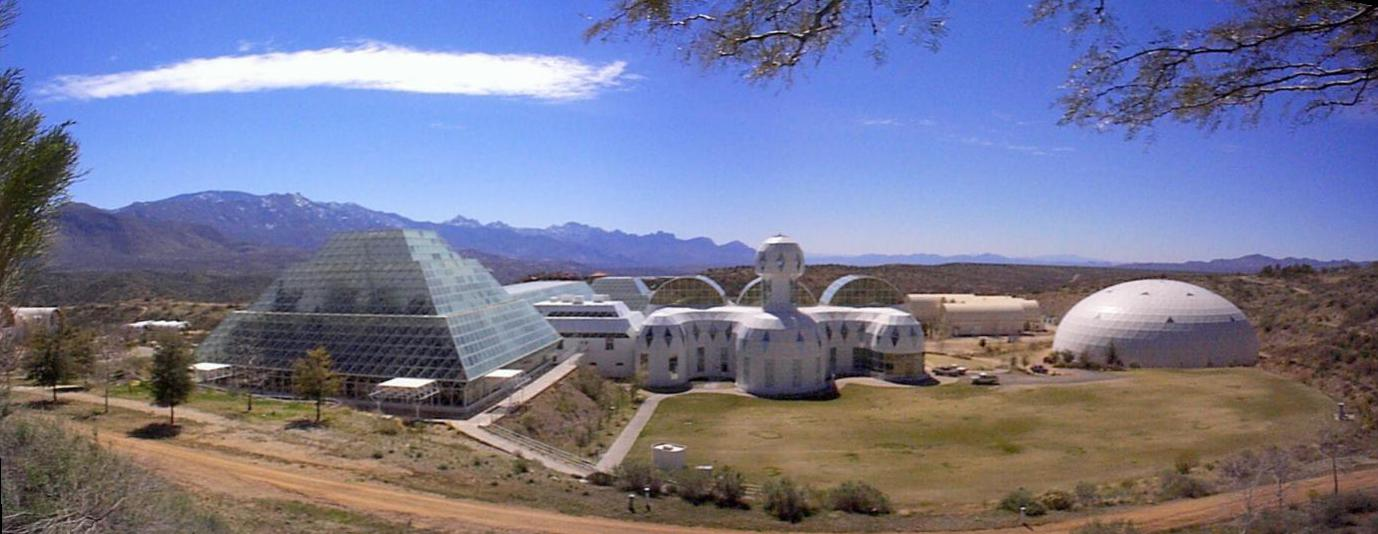
Biosfera 2 z zewnątrz w 1998 r.

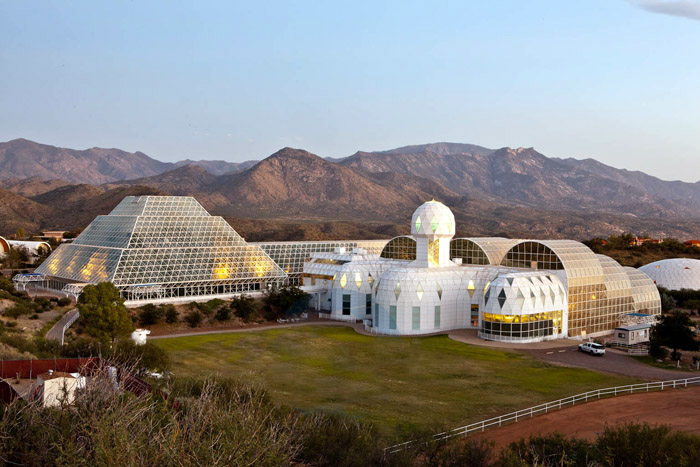
Biosfera 2 z zewnątrz w 2011 r.

Biosfera 2 (ang. Biosphere 2) – budowla w miejscowości Oracle, hrabstwa Pinal, stanu Arizona. Wielka szklarnia, która miała naśladować zamknięty system ekologiczny. Została zbudowana w latach 1987–1989 przez John Polk Allen, Space Biosphere Ventures i innych. Głównym celem budowli były badania nad możliwością utrzymywania ludzi (naukowców) w zamkniętej biosferze. Naukowcy badali w Biosferze 2 możliwość użycia zamkniętych biosfer w kolonizacji kosmosu, a także mieli okazję prowadzić badania nad prawdziwą biosferą nie szkodząc biosferze Ziemi.
Nie istniał nigdy, jak sugeruje nazwa, projekt Biosfera 1. 2 w nazwie symbolizować ma alternatywną biosferę względem tej, w której ludzie żyją na co dzień.
W teorii, zamknięci wewnątrz ochotnicy mieli utrzymywać swoje życie tylko dzięki własnoręcznie wyhodowanej żywności i tlenie uzyskanym wyłącznie z roślin pod szklarnią. Jednak o wiele częściej niż przewidywano, trzeba było dostarczać im tych rzeczy, a także lekarstw. Rośliny były podatne na choroby, a ich zastąpienie nie było wydajne bez otwierania drzwi. Ilość i jakość plonów była nieproporcjonalna do wysiłku i czasu ich uzyskiwania. Tak więc, problem utrzymania się przy życiu bez zaopatrzenia ziemskiego nie został rozwiązany.
Projekt budowy Biosfery 2 kosztował 200 milionów USD. Całą kwotę zafundował Edward Bass.
Od czerwca 2006 budowla już nie jest zupełnie szczelna, a na terenie posiadłości ma być wybudowane nowe osiedle.
27 czerwca 2011 ogłoszono, że właścicielem Biosfery 2 z dniem 1 lipca 2011 zostanie oficjalnie Uniwersytet Arizony.

## W kulturze
Projekt został sparodiowany w serialu Johnny Bravo w odcinku Eksperyment Biosfera (Biosphere Johnny). Motyw wykorzystany został także w filmie z 1996 Eko-jaja (Bio-Dome) w reżyserii Jasona Blooma.